# 7,92 × 57 мм
7,92×57 мм (7,92×57 Mauser, 8×57 Mauser, 8mm Mauser, 7,9 mm S-Patrone) — немецкий винтовочно-пулемётный унитарный патрон с гильзой бутылочной формы с невыступающей закраиной.
Первый вариант данного патрона, 8×57 I («I» — «Infanterie», в переводе с немецкого — «пехотный»), был разработан прусской оружейной испытательной комиссией и принят на вооружение в Германии в 1888 году вместе с винтовкой Gewehr 1888. Патрон 8×57 I имел закруглённую пулю, он также известен как M/88.
Позднее был создан патрон 8×57 IS («S» — «Spitz», в переводе с немецкого — «остроконечный», то есть с остроконечной пулей). Патрон 8×57 IS являлся основным патроном германской армии в период Первой мировой войны и Второй мировой войны. Наиболее широкое распространение в германской армии получил патрон с тяжёлой остроконечной пулей s.S (schweres Spitzgeschoss) массой 12,8 грамм. Предназначался для стрельбы из станковых, ручных и единых пулемётов, винтовок и карабинов, состоявших на вооружении Вермахта. Для стрельбы, в том числе зенитной, из пулемётов MG 34 и MG 42 был создан патрон с бронебойной пулей SmK (Spitzgeschoss mit (Stahl) Kern). Также был создан патрон с разрывной пулей (B — beobachtung), используемый как пристрелочный.
Также существуют варианты патрона 8×57 с гильзой с выступающей закраиной: 8×57 IR и 8×57 IRS. Патроны 8×57 IR и 8×57 IRS используются преимущественно в охотничьих штуцерах.
На базе патрона 7,92×57 позднее был создан патрон 9,3×57 Mauser.

## Размеры патронов
По размеру патроны 8×57 I и 8×57 IS отличаются прежде всего диаметром пули, который составляет:
- I — 8,09 мм (.318") заряда H2O составляет: 4.05cm2
- IS — 8,22 мм (.323") заряда H2O составляет: 3.85cm2